# Sophie Madsen
Sophie Madsen, født Thorsøe (7. september 1826 i København – 31. maj 1856 sammesteds) var en dansk maler.
Sophie Madsen var ud af kunstnerfamilie: Hendes far, H.P. Thorsøe, var marinemaler og morfaderen, Peder Madsen Faxøe, var portrætmaler. Selv blev hun mor til maleren og kunsthistorikeren Karl Madsen. Hun var elev af J.L. Jensen og O.D. Ottesen og malede blomsterbilleder og frugtopstillinger.
Hendes værker blev vist på Kvindernes Udstilling 1895, Raadhusudstillingen 1901 og Kvindelige Kunstneres retrospektive Udstilling 1920.
Hun er begravet på Garnisons Kirkegård.

## Værker
- Nature morte (1851)
- En tallerken med østers og en skål med frugter (1851, udstillet 1901)
- Jordbær (1852)
- Fandens mælkebøtte (1852)
- Et frokostbord (udstillet 1895)